# Русско-Колонтаровское
Русско-Колонтаровское — упразднённое село в Будённовском районе Ставропольского края Российской Федерации. Исключено из учётных данных 31 декабря 1966 года.

## Варианты названия
- Гофнунгсфельд;
- Колонтаровка, Калантаровка;
- Русско-Колонтаревская, Русско-Калантаров[2], Русско-Колонтаревские[1].

## Географическое положение
Село располагалось в 9 км к северо-западу от села Стародубского.

## История
Меннонитское село Гофнунгсфельд (нем. Hoffnungsfeld) основано в 1911 году переселенцами из Молочанского округа. Ими было приобретено 1070 десятин земли у землевладельца Колонтарова. В селе имелись начальная школа, изба-читальня.
В 1915 году переименовано в Колонтаровку (по фамилии бывшего землевладельца):82.
В «Списке населённых пунктов Терского округа с преобладающим составом национальных меньшинств (по данным переписи 1926 года)» значится как колония Рузско-Колонтаровка Стародубского сельсовета Воронцово-Александровского района:248. При этом, из архивных источников более раннего периода, например «Сведений о немецких колониях в Святокрестовском уезде» и «Списка домохозяев селений Стародубской волости Святокрестовского уезда Ставропольской губернии (1916 год)», известно о двух самостоятельных населённых пунктах в составе упомянутой волости — колониях (посёлках) Калантаровке (Калантаровском) и Рузсковой (Рузском):209, 215.
На военно-топографической пятивёрстной карте Кавказского края 1926 года северо-западнее Стародубского обозначены Русско-Колонторовские хутора; на топографической военной карте РККА Юга России 1941 года (масштаба 1:200000) на их месте отмечены населённые пункты Колонтаревский 1-й, Колонтаревский 2-й и Колонтаревский 3-й.

## Население[2]
| Год       | 1920 | 1926 |
| Население | 176  | 348  |